# Sint-Luciakapel (Meterik)

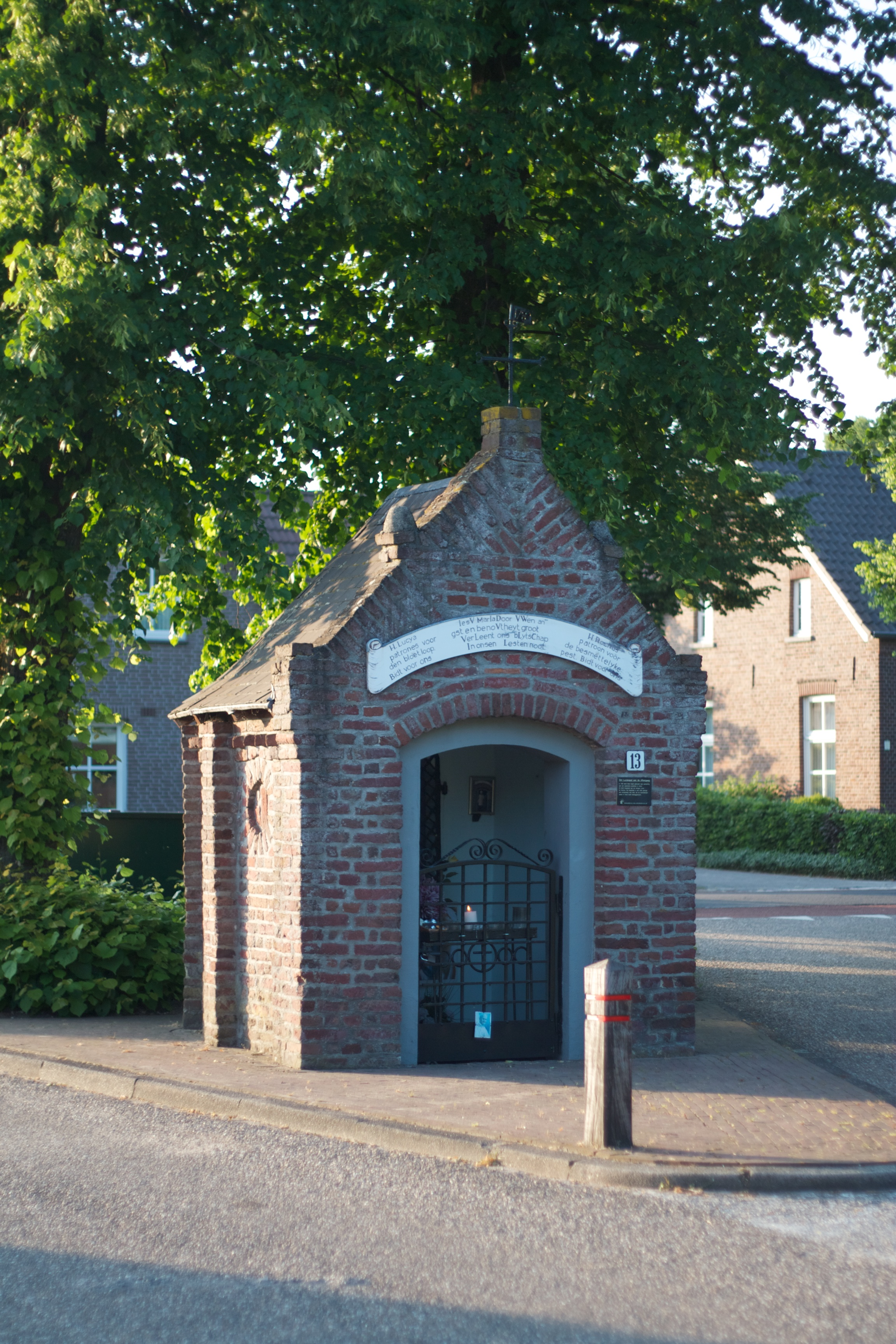
Sint-Luciakapel

De Sint-Luciakapel is een kapel in Meterik in de Nederlands Noord-Limburgse gemeente Horst aan de Maas. De kapel staat in de middenberm van de Afhangweg, vlak voordat deze uitkomt op de Meterikseweg. Achter de kapel staan twee grote lindebomen.
De kapel is gewijd aan Sint-Lucia. Naast Sint-Lucia wordt in de kapel ook Sint-Rochus vereerd.

## Geschiedenis
In 1783 werd de kapel gebouwd. In de kapel werden de twee heiligen aanbeden die zouden helpen tegen besmettelijke ziekten, hetgeen wellicht voortgekomen is doordat Horst in 1747, 1778, 1781, 1794, 1795 en 1811 te maken kreeg met een uitbraak van dysenterie.
Op 12 november 1968 werd de kapel ingeschreven in het rijksmonumentenregister.
In 1971 werd de kapel gerestaureerd.

## Bouwwerk
De kapel is gebouwd in rode baksteen, gedekt door een schilddak met leien, heeft een driezijdige sluiting. De zes hoeken van het gebouw zijn voorzien van steunberen. In de twee zijmuren is er elk een rond venster aangebracht dat dichtgemetseld is. De frontgevel is een schoudergevel met op de middelste horizontale stukken kegelvormige stenen en op de top een smeedijzeren kruis. Op de achtergevel staat een windvaan met het jaartal 1782. De frontgevel bevat een segmentboogvormige ingang, afgesloten door een hekwerk, met boven de ingang een houten bord met een jaardicht waarbij de Romeinse cijfers samen opgeteld het jaartal 1783 geven.

Ies V MarIa Door VWen an
gst en benoVtheyt groot
VerLeent ons bLytsChap
In onsen Letsten noot
— Tekst jaardicht van bord boven de ingang

Van binnen is de kapel wit gepleisterd. In de achterwand is een nis aangebracht waarin twee 18e-eeuwse beelden van Sint-Lucia en Sint-Rochus zijn geplaatst.